# Saint-Sernin (Lot e Garonna)
Saint-Sernin è un comune francese di 428 abitanti situato nel dipartimento del Lot e Garonna nella regione della Nuova Aquitania.

## Società

### Evoluzione demografica
Abitanti censiti